# Rubczenky
Rubczenky (ukr. Рубченки) – wieś na Ukrainie, w obwodzie kijowskim, w rejonie białocerkiewskim, u ujścia Kosy do Rosi. W 2001 roku liczyła 760 mieszkańców.